# Botres
En la mitología griega, Botres (Griego antiguo: Βότρης) fue un tebano hijo de Eumelo y nieto de Eugnotus.

## Mitología
Eumelo veneraba devotamente al dios Apolo y le honraba con generosas ofrendas. Un día, cuando Eumelo estaba sacrificando un carnero al dios, Botres, que estaba ayudando, probó el cerebro de la víctima antes de que se completara el ritual. Eumelo, enfurecido, golpeó a Botres en la cabeza con una marca y le infligió una herida mortal. Cuando se hizo evidente que Botres estaba muriendo, Eumelo, su esposa y los sirvientes se sintieron invadidos por la tristeza. Como Eumelo era un devoto, Apolo se apiadó de ellos y transformó a Botres en un pájaro llamado Aeropus (abejaruco).
Este mito también se menciona brevemente en las Metamorfosis de Ovidio.